# Rejectaria erebalis
Rejectaria erebalis är en fjärilsart som beskrevs av Achille Guenée 1854. Rejectaria erebalis ingår i släktet Rejectaria och familjen nattflyn. Inga underarter finns listade.